# Bakalie

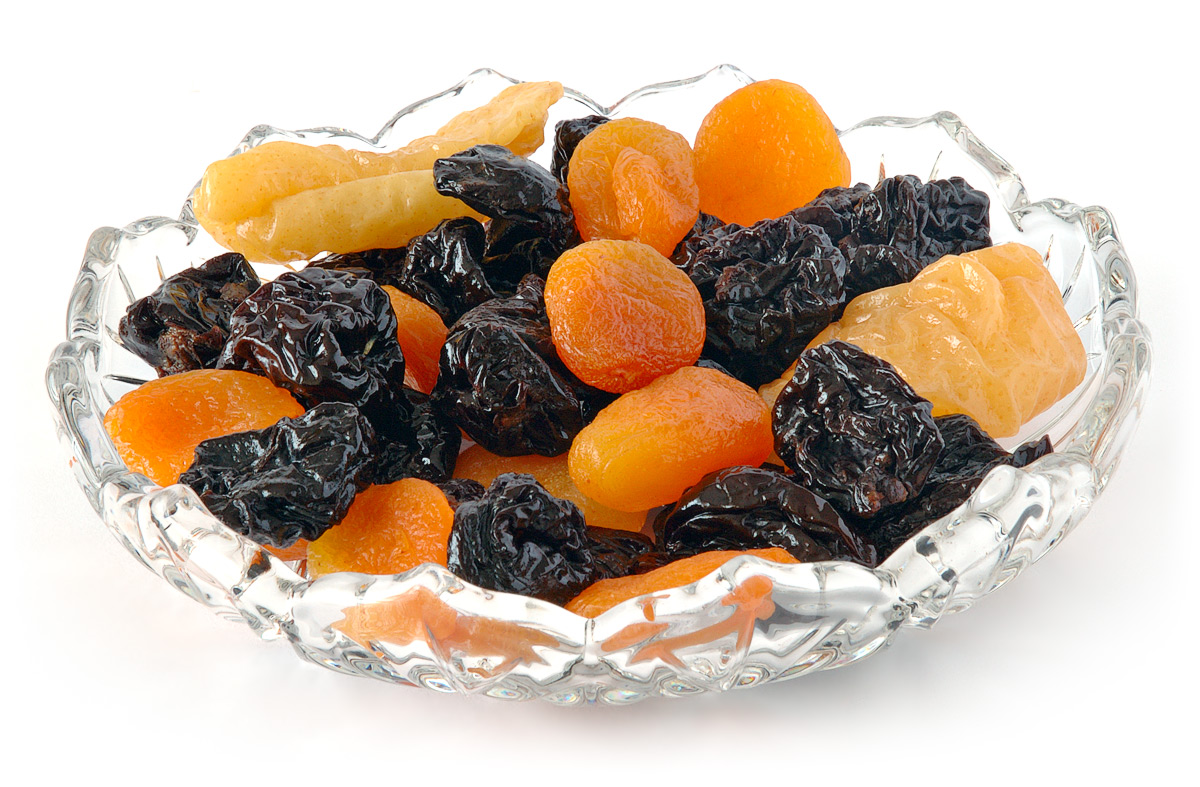
Suszone morele, śliwki i gruszki

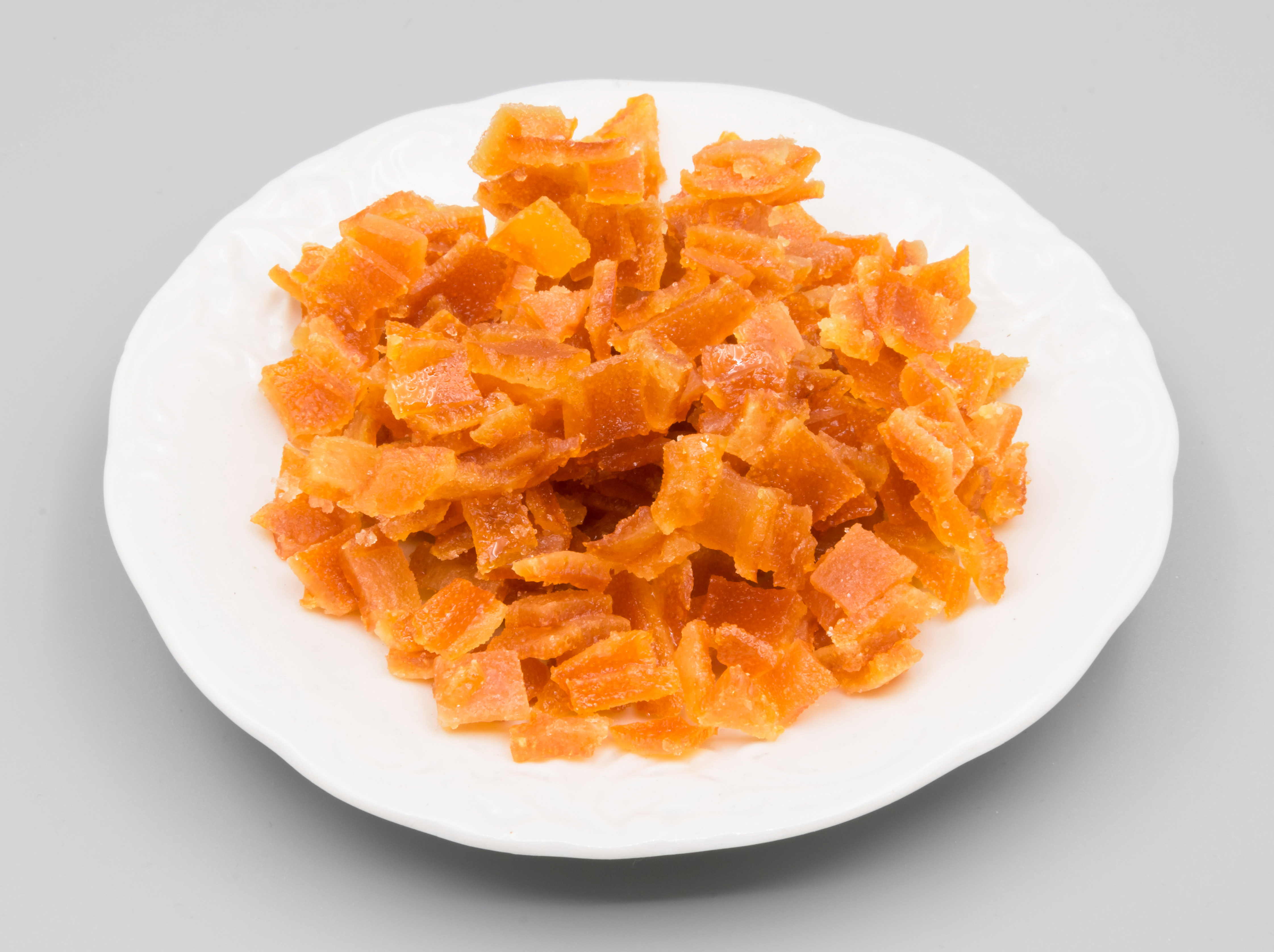
Kandyzowana skórka pomarańczowa

Bakalie – suszone owoce, zwykle południowe, i orzechy, stosowane głównie w cukiernictwie. Stanowią dodatek do niektórych rodzajów ciast, m.in. keksów, mazurków czy pierników oraz są używane jako dekoracja wielu rodzajów ciastek. Bakalie stosowane są w całości, płatkach lub pokruszone na duże kawałki.
Do bakalii zalicza się:
- rodzynki – smyrneńskie, koryntki, cybeby
- suszone daktyle
- suszone figi
- suszone śliwki
- suszone morele
- kandyzowaną skórkę pomarańczową i cytrynową (cykata)
- orzechy (np. włoskie, laskowe, migdały)